# Larca italica
Larca italica es una especie de arácnido del orden Pseudoscorpionida de la familia Larcidae.

## Distribución geográfica
Se encuentra en Italia.